# First F189
Der First F189 war ein nach Formel-1-Regeln konstruierter und 1988 als Einzelstück hergestellter Rennwagen, den das italienische Motorsportteam First Racing in der Formel-1-Weltmeisterschaft 1989 an den Start bringen wollte. Nach dem kurzfristigen Rückzug des Teams kam ein Einsatz des Wagens in der ursprünglichen Form allerdings nicht zustande. 1990 erschien eine umgebaute Version des Autos beim Team Life Racing als Life L190.

## Entstehungsgeschichte
Das Motorsportteam First Racing wurde 1987 von dem italienischen Rennfahrer Lamberto Leoni gegründet. First startete ab 1987 regelmäßig in der Formel-3000-Meisterschaft. Im ersten Jahr saß Leoni noch selbst im Cockpit, danach kümmerte er sich um das Management des Teams. 1988 ging First mit einem March 88B mit Judd-Motor an den Start; Pierluigi Martini gewann mit dieser Kombination einen Lauf und schloss die Meisterschaft insgesamt auf Rang vier ab.
Seit 1988 bemühte sich First Racing darum, in die Formel 1 aufzusteigen. Im Frühjahr beauftragte Leoni den brasilianischen Ingenieur Richard Divila mit der Konstruktion eines entsprechenden Chassis, das eng an das zu dieser Zeit vom Team eingesetzte Formel-3000-Modell von March Engineering angelehnt sein sollte. Divila legte die ersten Grundzüge des Autos fest, stellte den Entwurf aber nicht fertig, weil er im Sommer 1988 zur Équipe Ligier wechselte, wo er die Entwicklung des Ligier JS33 überwachte. First beauftragte daraufhin den italienischen Ingenieur Gianni Marelli, einen ehemaligen Ferrari-Mitarbeiter, mit den Detailkonstruktionen des als First F189 bezeichneten Autos.
Nach einer vorübergehenden Unterbrechung des Projekts, die auf Unklarheiten im Zusammenhang mit dem Verfahren der ab 1989 erforderlichen Vorqualifikation in der Formel 1 zurückzuführen war, stellte First den Prototyp des F189 im Herbst 1988 fertig. Im Anschluss an einige Installationsrunden am 5. Dezember 1988 in Misano erschien das Auto am 7. und 8. Dezember 1988 bei einem Showrennen außerhalb der Formel-1-Weltmeisterschaft.
First Racing meldete für die Formel-1-Saison 1989 ein Team mit zwei Autos vom Typ F189 für Gabriele Tarquini und Julian Bailey; parallel dazu wurde ein Team für die Formel-3000-Meisterschaft 1989 mit March-Chassis vorbereitet. Im Februar 1989, wenige Wochen vor dem ersten Saisonrennen, wurde der F189 dem obligatorischen Crashtest unterzogen. Der Wagen bestand den Test nicht, und die  FISA versagte dem Fahrzeug daraufhin die Zulassung.
Leoni nahm die Entscheidung der FISA zum Anlass, die Meldung seines Teams zur Formel-1-Weltmeisterschaft 1989 zurückzuziehen. Die Gründe dafür waren vielfältig. Zunächst blieb bis zum ersten Saisonrennen in Brasilien nur noch wenig Zeit; ob sich das Auto in den verbleibenden Wochen so weit verändern ließe, dass es den Crashtest bestehen würde, war – auch angesichts knapper finanzieller Ressourcen – nicht absehbar. Ein weiterer Grund für den Rückzug Leonis wird in der Beziehung zum britischen Rennwagenhersteller March Engineering gesehen, der First für die Formel 3000 mit Chassis belieferte: March hatte First Racing vertraglich einen Semi-Werksstatus für die Formel-3000-Europameisterschaft eingeräumt. Andererseits unterhielt March seit 1987 wieder ein Werksteam in der Formel 1. Um diesem keine zusätzliche Konkurrenz entstehen zu lassen, hatte March die Lieferung eines Formel-3000-Autos von der Bedingung abhängig gemacht, dass First Racing nicht gleichzeitig in der Formel 1 antrete.
Life hatte bis zur Aufgabe des Projekts nur ein Chassis hergestellt. Um die Kosten zu amortisieren, verkaufte Leoni den einzigen Wagen und die Konstruktionsrechte im Frühjahr 1989 an Ernesto Vita.

## Beschreibung

### Chassis
Der First F189 war ein kompaktes, konventionelles Auto. In seiner Grundstruktur war es ein Nachbau des für die Formel 3000 bestimmten March 88B,  mit dem First 1988 in dieser Serie erfolgreich gewesen war. Verantwortlicher Konstrukteur war Gianni Marelli; die Radaufhängung hatte Ralph Bellamy entworfen. Der First F189 war mit sehr geringen Mitteln entwickelt und hergestellt worden; die Konstrukteure hatten sich vielfach für sehr einfache Lösungen entscheiden müssen.
Der First F189 hat ein Monocoque aus kohlenstofffaserverstärktem Kunststoff. Die Seitenkästen waren im Vergleich zu anderen Formel-1-Autos sehr niedrig; ihre Form entsprach eher dem zeitgenössischen Formel-3000-Standard. Ein besonderes Merkmal des F189 war das an den Seiten tief ausgeschnittene Cockpit, das die Schultern des Fahrers frei und ungeschützt ließ. Diese Form griff eine Gestaltung des March 881 auf.

### Motor
Der First F189 wurde von einem Achtzylinder-V-Motor von Engine Developments der Baureihe Judd CV angetrieben. Es war die ältere der beiden Achtzylinderkonstruktionen von John Judd; die neuere, EV genannte Version mit schmalerem Zylinderbankwinkel ging 1989 exklusiv an das March-Werksteam. Die Leistung des Judd CV lag mit etwa 600 PS ungefähr auf dem Niveau des Cosworth DFR.

## Sicherheits- und Fertigungsprobleme
Richard Divila hielt den First F189 für ein unsicheres Auto. Bei einer Inaugenscheinnahme im Dezember 1988 in Bologna stellte er ein brüchiges, möglicherweise fehlerhaft hergestelltes Kunststoffchassis fest. Außerdem seien die Aufhängungsteile defekt gewesen, und die Lenksäule habe eine Gefahrenquelle dargestellt. Auch das tief ausgeschnittene Cockpit sah er als Sicherheitsrisiko an. Divila riet Leoni dringend davon ab, den F189 bei Rennen einzusetzen. Er distanzierte sich von dem Auto und strengte ein Gerichtsverfahren an, um Leoni zu untersagen, ihn als Konstrukteur des F189 zu benennen.

## Renneinsatz bei der Formula One Indoor Trophy 1988

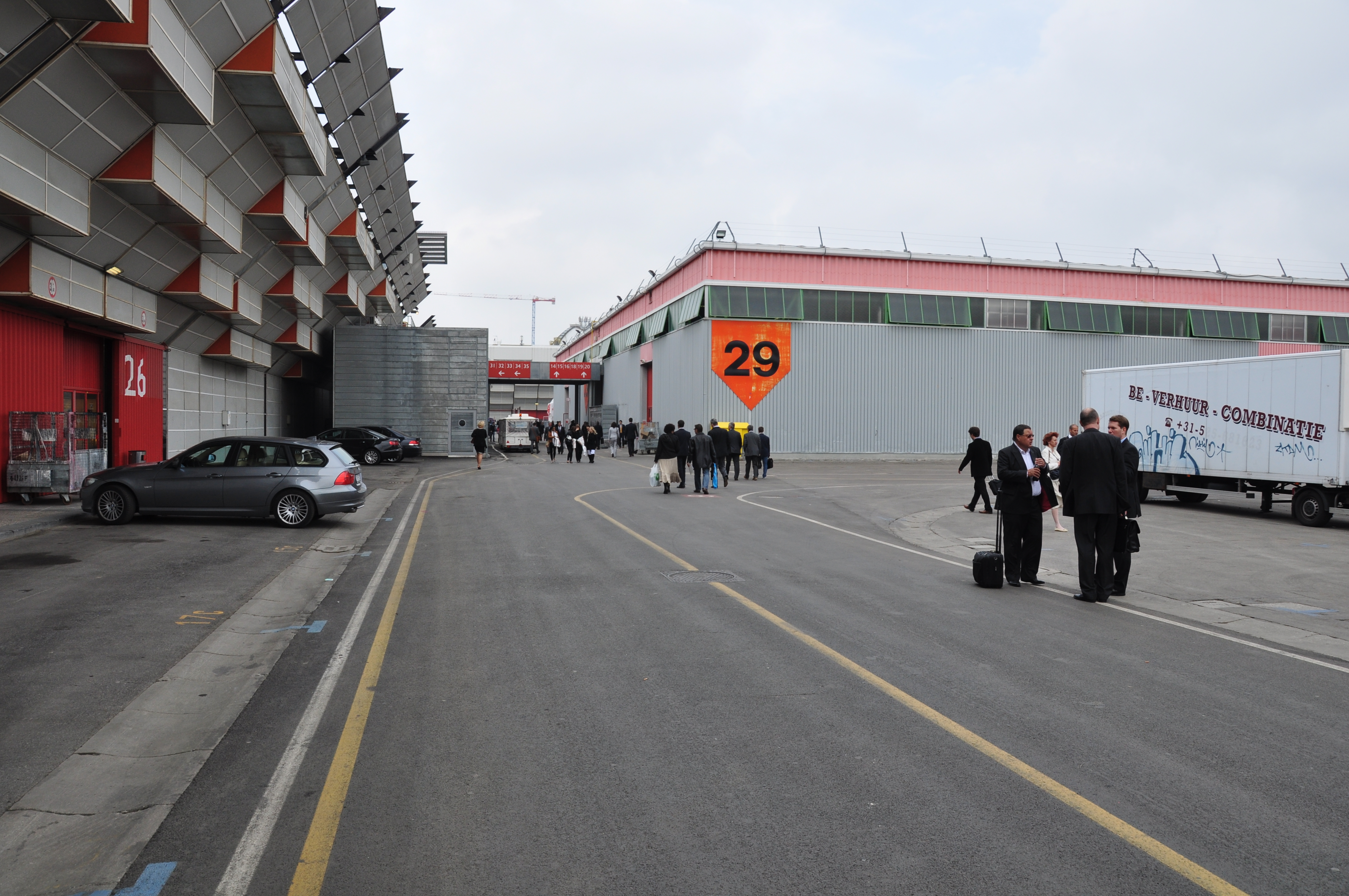
Fiere Bologna: Austragungsort der Formula One Indoor Trophy 1988

Nach dem ersten Shakedown in Misano stellte First Racing den F189 im Dezember 1988 auf der Bologna Motor Show vor. Der Wagen war schwarz, weiß und gelb lackiert, als Sponsoren waren unter anderem S.A.R.E. und „Reporter“ zu sehen, die First bereits in der zurückliegenden Formel-3000-Saison unterstützt hatten.
First Racing ließ den Wagen am 7. und 8. Dezember 1988 bei der Formula 1 Indoor Trophy antreten, die anlässlich der Bologna Motor Show abgehalten wurde. Bei der Veranstaltung traten fünf weitere Formel-1-Autos an, die von BMS Scuderia Italia, EuroBrun Racing, Minardi und Osella kamen. Für First fuhr wie schon beim Shakedown Gabriele Tarquini. Die Rennstrecke war ein 1360 m langer temporärer Kurs auf dem Parkplatz des Messegeländes Fiera di Bologna. In der Qualifikation fuhr Tarquini die langsamste Zeit; er war bei seiner schnellsten Runde fast 5,5 Sekunden langsamer als Alex Caffi im BMS Dallara, der die beste Zeit fuhr. Im ersten Lauf des Rennens trat er gegen Pierluigi Martini im Minardi an. Weil Martini schnellere Rundenzeiten erreichte, setzte er sich gegen Tarquini durch und kam ins Halbfinale; Tarquini hingegen schied bereits in der ersten Runde aus.
Konstrukteur Gianni Marelli war ungeachtet des frühen Ausfalls der Auffassung, das Team habe bei dieser Veranstaltung wertvolle Daten sammeln können.

## Life L190

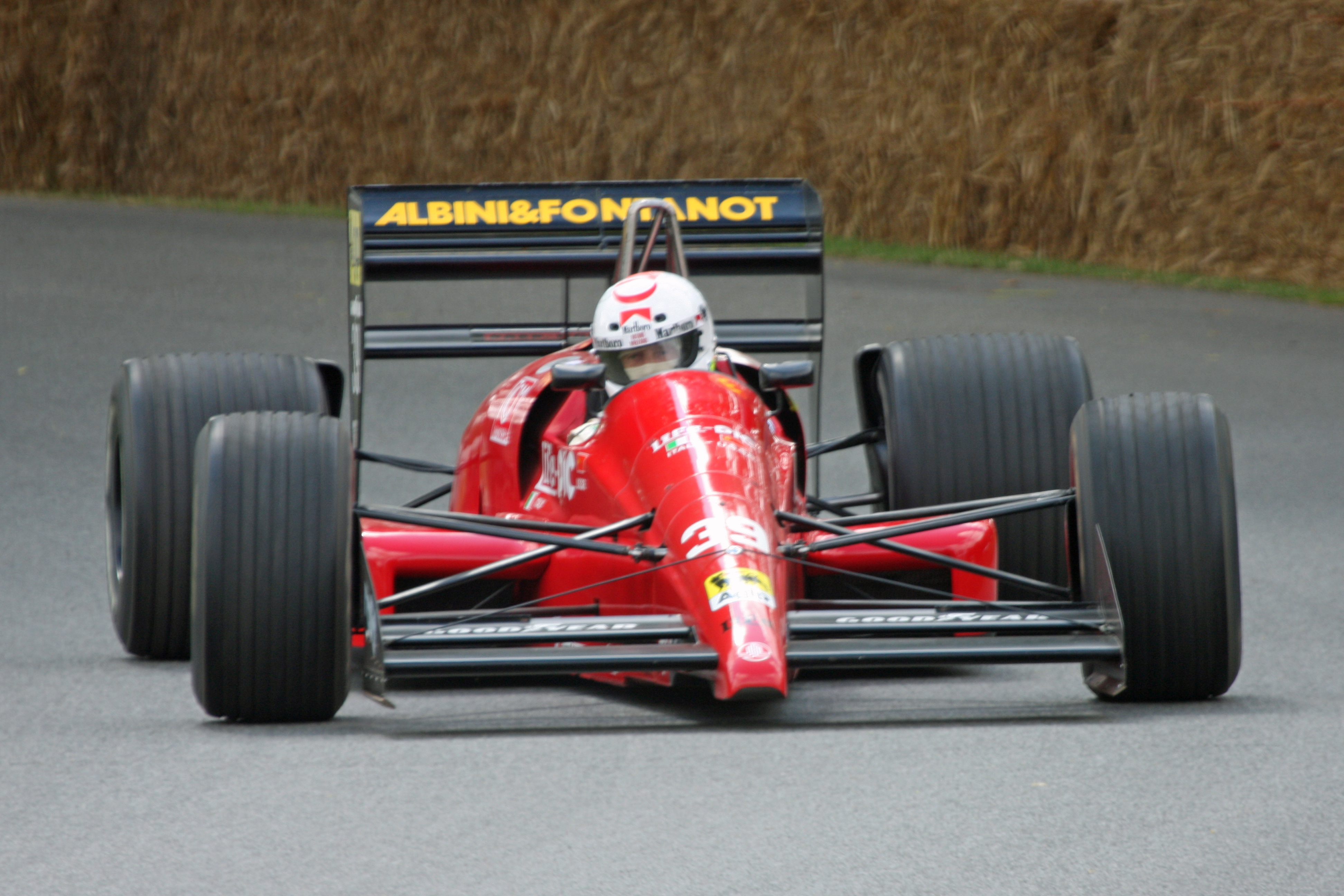
Ging aus dem First F189 hervor: Life L190 von 1990

Im Laufe des Jahres 1989 übernahm der 1952 in Modena geborene Geschäftsmann Ernesto Vita den einzigen F189. Vita hatte im Jahr zuvor die Rechte an einem Formel-1-Motor in W-Konfiguration erworben, den der ehemalige Ferrari-Ingenieur Franco Rocchi in Eigenleistung entwickelt hatte. Vita hatte anfänglich die Vorstellung, für den Motor zu werben und ihn gewinnbringend an ein etabliertes Formel-1-Team weiterzuverkaufen. Nachdem sich im Laufe des Jahres 1989 kein Kundenteam gefunden hatte, entschieden sich Vita und Rocchi Ende 1989 für den Aufbau eines eigenen Formel-1-Teams, das die Wettbewerbsfähigkeit des W-Motors in der Praxis unter Beweis stellen sollte. Das Team erhielt – in Anlehnung an den Nachnamen des Gründers – die Bezeichnung Life Racing. Da die finanziellen Mittel zur Konstruktion eines neuen Chassis nicht ausreichten, blieb nur die Übernahme eines bereits existierenden Autos. Die Wahl fiel auf den First 189, das am weitesten fortgeschrittene verfügbare Projekt. Gianni Marelli baute das vorhandene Chassis so um, dass es Rocchis W-12-Motor aufnehmen konnte. Life Racing erschien mit dem in Life L190 umbenannten Auto zu 14 von 16 Weltmeisterschaftsläufen des Jahres 1990; Fahrer war anfänglich Gary Brabham, später übernahm Bruno Giacomelli. Für die letzten beiden europäischen Großen Preise wurde der L190 wieder auf die ursprüngliche Konfiguration des First F189 mit Judd-Motor zurückgerüstet. Der L190 war mit jeder Motorisierung das langsamste Auto der Saison 1990, zudem war das Team schlecht organisiert und unzureichend ausgerüstet. Bei keinem Großen Preis überstanden die Fahrer die Vorqualifikation. Das Auto existiert noch. 2009 wurde es mit dem W-12-Motor restauriert und beim Goodwood Festival of Speed öffentlich gezeigt.